# Гутьеррес, Магдиэль
Магдиэль Гутьеррес Мехиа (исп. Magdiel Gutiérrez Mejía; род. 14 апреля 1968, Манагуа) — никарагуанский борец вольного и греко-римского стилей. Участник летних Олимпийских игр 1992 года, двукратный бронзовый призёр Центральноамериканских и Карибских игр 1993 года.

## Биография
Магдиэль Гутьеррес родился 14 апреля 1968 года в никарагуанском городе Манагуа.
В 1990 году на чемпионате Центральной Америки в весовой категории до 90 кг занял 4-е место в вольной борьбе и 5-е место в греко-римской борьбе.
В 1991 году занял 5-е место на Панамериканских играх в Гаване в весовой категории до 100 кг в вольной борьбе.
В 1992 году вошёл в состав сборной Никарагуа на летних Олимпийских играх в Барселоне. В вольной борьбе в весовой категории до 100 кг во втором раунде решением судей проиграл Шандору Кишшу из Венгрии, в третьем потерпел поражение туше Анджею Радомскому из Польши и выбыл из розыгрыша. Был знаменосцем сборной Никарагуа на церемонии открытия Олимпиады.
В 1993 году завоевал две бронзовых медали Центральноамериканских и Карибских игр в Понсе в весовой категории до 130 кг в вольной борьбе и греко-римской борьбе.